# Chlorotalpa sclateri
Chlorotalpa sclateri е вид бозайник от семейство Златни къртици (Chrysochloridae).

## Разпространение
Видът е разпространен в Лесото и Южна Африка.